# Hans Bernd Gisevius

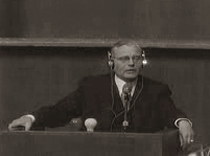
Hans Bernd Gisevius zeznaje jako świadek na procesie norymberskim (1946)

Hans Bernd Gisevius (ur. 14 lipca 1904 w Arnsbergu  – zm. 23 lutego 1974 w Müllheim im Markgräflerland) – wysokiej rangi funkcjonariusz tajnej policji niemieckiej gestapo od 1933 roku.
W 1939 przeszedł do wywiadu wojskowego Abwehry, od 1940 do 1944 roku pracował jako wicekonsul III Rzeszy w Zurychu. Ewoluując z czasem w stronę opozycji antyhitlerowskiej, pod koniec II wojny rozpoczął tajną współpracę z Allenem W. Dullesem, szefem wywiadu amerykańskiego.
Wielokrotnie, od I połowy 1942 roku, spotykał się z Haliną Szymańską, polską łączniczką pomiędzy członkami antyhitlerowskiej opozycji a Brytyjczykami.
Krótko po zakończeniu wojny wydał w Zurychu autobiografię Bis zum bitteren Ende (pol. Do gorzkiego końca), w której przedstawił swoje uwagi na temat genezy i przebiegu tego konfliktu.